# Новиград (Істрія)
Новиград (хорв. Novigrad, італ. Cittànova d'Istria) — місто у Хорватії, на західному узбережжі півострова Істрія в Андріатичному морі між містами Умаґ і Пореч. Кордони муніципального утворення простягаються від села Дайла (на півночі) до гирла річки Мірна (на півдні).

## Загальні відомості

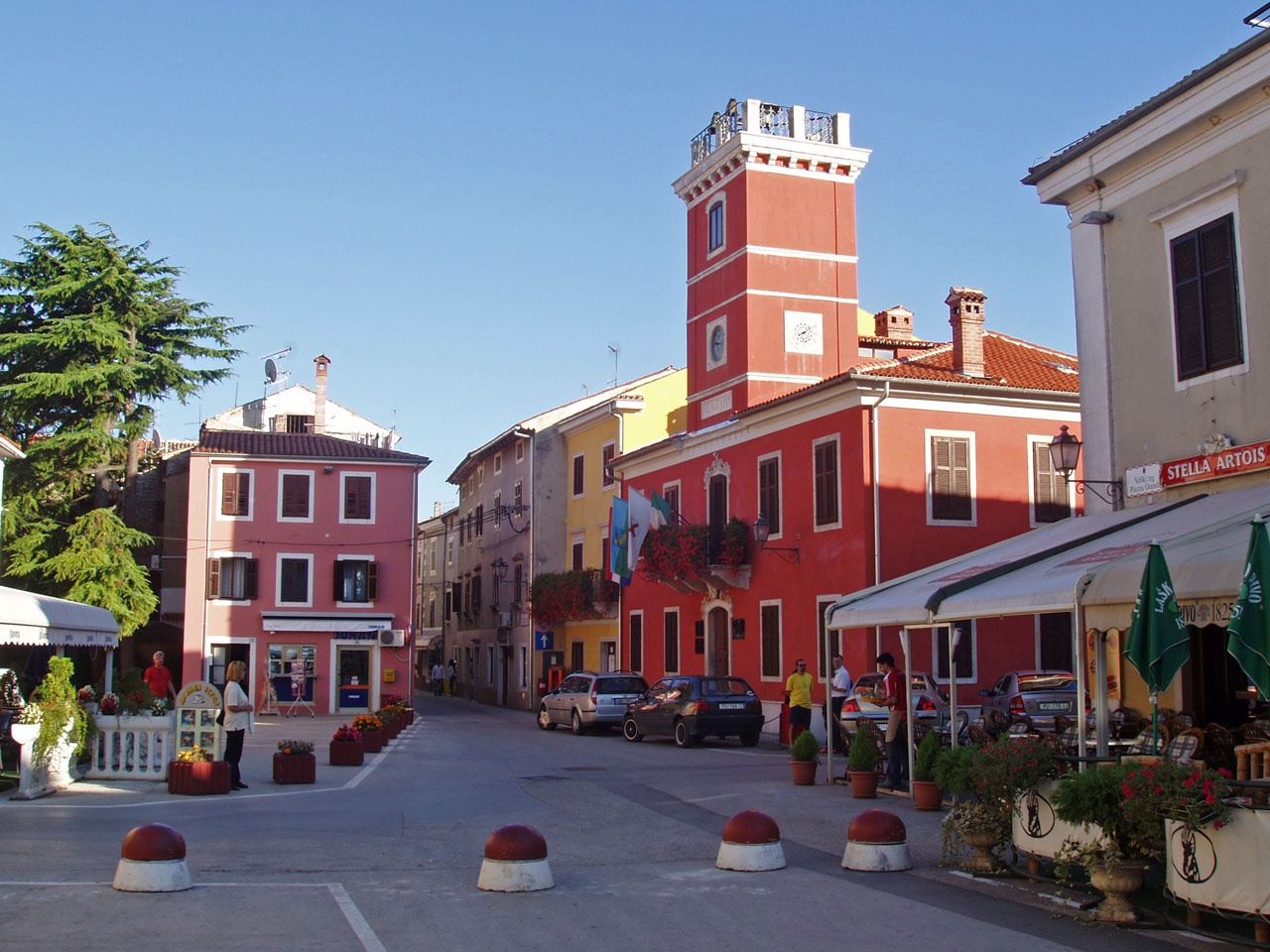
Ратуша і центральна площа

Про те, що район, зайнятий нині містом, був заселений ще у стародавні часи, свідчать численні пам'ятки історії та об'єкти, знайдені під час археологічних досліджень.
Перші згадки про місто під назвою Неаполіс (хорв. Neapolis) стосуються VII століття до н. е. Пізніше, у літописах ІХ століття н. е. він згаданий як Цивітас Нова (хорв. Civitas Nova), у церковних літописах, а також ХІІ століття н. е. як Emona, Emonia, Aemonia.
Із V/VI ст. до 1831 року ці території входили в єдине єпископство, яка простягнулася на північ до річки Драгоня і до сходу річки Мірна.
Новиград, розташований на невеличкому півострові і який володіє родючими землями, часто перебував в епіцентрі історичних подій, що знайшло своє відображення у пам'ятках архітектури. Візантійський період своєї історії Новиград пережив у VI—VII ст., у VIII—IX місто перебувало у складі Франконії, у X—XII — у складі Німеччини. Панування Венеційської республіки Новиград пережив у 1270—1797 рр., у 1805—1813 рр. — перебувало під владою Наполеона, з 1814 по 1918 — місто входило в Австро-Угорщину, а з 1918 по 1943 рр. управлявся італійською адміністрацією.
Нині культурний спадок, залишений різними епохами остаточно не досліджено, але в майбутньому послужить багатим джерелом знань для нащадків

## Населення
Населення громади за даними перепису 2011 року становило 4 345 осіб. Населення самого міста становило 2 622 осіб.
Динаміка чисельності населення громади:
Динаміка чисельності населення міста:

## Населені пункти
Крім міста Новиград, до громади також входять: 
- Антенал
- Бужинія
- Дайла
- Мареда

## Клімат
Середня річна температура становить 14,04°C, середня максимальна – 27,19°C, а середня мінімальна – 0,21°C. Середня річна кількість опадів – 875 мм.
| Клімат міста                                  | Клімат міста | Клімат міста | Клімат міста | Клімат міста | Клімат міста | Клімат міста | Клімат міста | Клімат міста | Клімат міста | Клімат міста | Клімат міста | Клімат міста | Клімат міста |
| Показник                                      | Січ.         | Лют.         | Бер.         | Квіт.        | Трав.        | Черв.        | Лип.         | Серп.        | Вер.         | Жовт.        | Лист.        | Груд.        |              |
| Середній максимум, °C                         | 9,99         | 10,63        | 13,87        | 17,30        | 22,40        | 26,23        | 27,19        | 27,07        | 22,64        | 18,10        | 13,12        | 9,58         |              |
| Середня температура, °C                       | 5,09         | 5,78         | 8,97         | 12,41        | 17,51        | 21,33        | 23,79        | 23,68        | 19,27        | 14,73        | 9,71         | 6,21         |              |
| Середній мінімум, °C                          | 0,21         | 0,87         | 4,09         | 7,54         | 12,63        | 16,43        | 20,42        | 20,29        | 15,88        | 11,32        | 6,36         | 2,81         |              |
| Норма опадів, мм                              | 60           | 50           | 61           | 69           | 67           | 79           | 52           | 77           | 92           | 101          | 93           | 74           |              |
| Середньомісячна швидкість вітру, м/с          | 2.30         | 2.50         | 2.60         | 2.60         | 2.31         | 2.28         | 2.26         | 2.20         | 2.30         | 2.50         | 2.53         | 2.41         |              |
| Середньомісячна сонячна радіація, кДж/м²·день | 4408         | 7359         | 10706        | 15334        | 19562        | 21411        | 22421        | 19137        | 14121        | 9006         | 4918         | 3743         |              |
| --------------------------------------------- | ------------ | ------------ | ------------ | ------------ | ------------ | ------------ | ------------ | ------------ | ------------ | ------------ | ------------ | ------------ | ------------ |
| Джерело:                                      |              |              |              |              |              |              |              |              |              |              |              |              |              |

## Освіта
З освітніх установ у місті знаходиться тільки початкова школа, розташована при в'їзді у центр міста. Середню освіту мешканцям доводиться отримувати в основному в сусідніх містах Бує та Пореч. Частина учнів відвідує освітні установи у Пулі, Пазині та Рієці.

## Економіка
У минулому Новиград був відомий як риболовче містечко. Бурхливий економічний розвиток у 60-их роках ХХ століття спонукав місцеве населення до роботи в текстильній промисловості і сільському господарстві (переважно на виноградниках і зборі оливок). У 70-ті роки, у зв'язку з розвитком туризму, мешканці міста почали працювати у готельному та ресторанному бізнесі. Сьогодні найважливішими сферами економіки Новиграда залишаються рибна ловля, текстильна промисловість та сільське господарство.

## Визначні пам'ятки

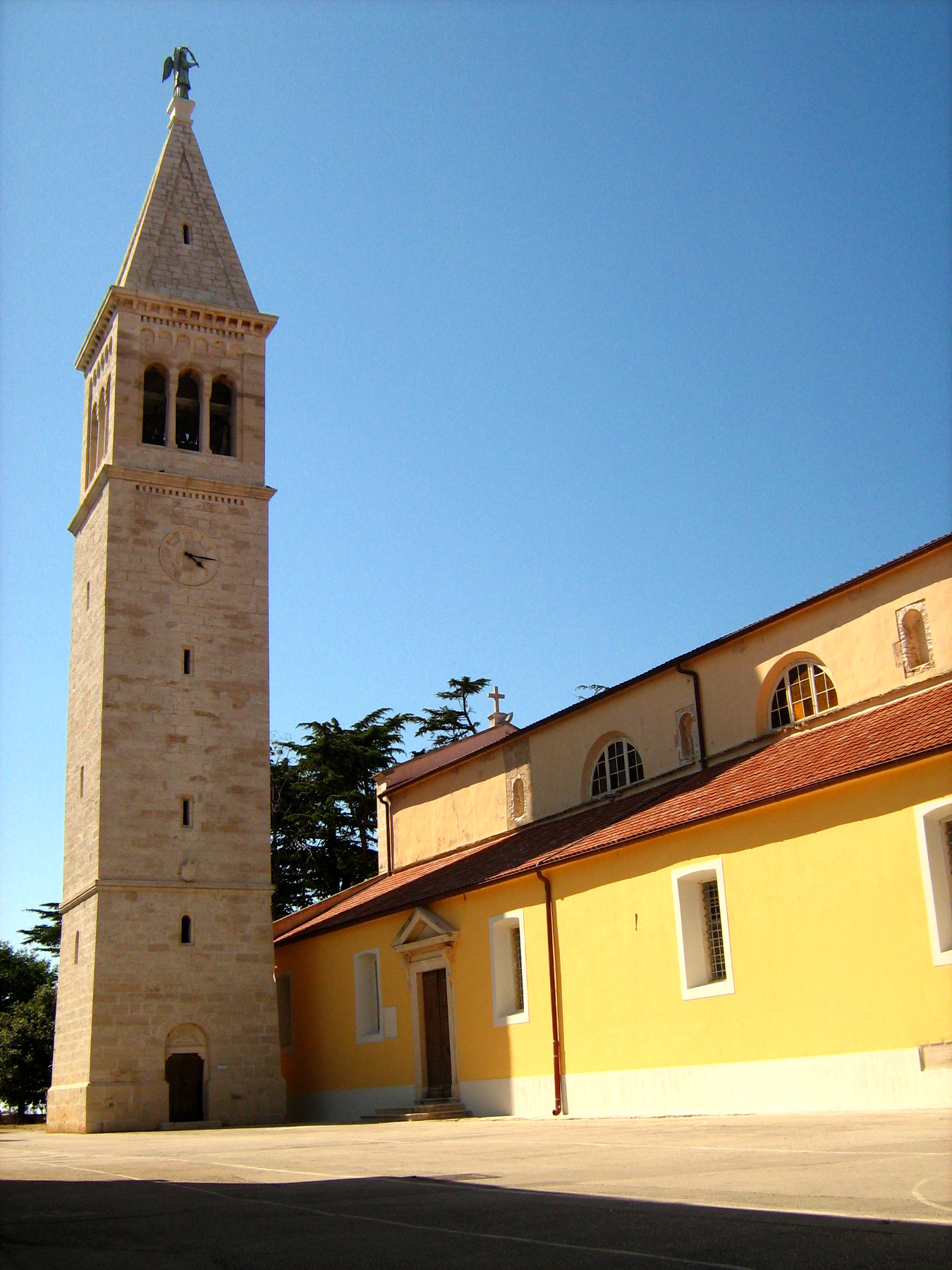
Церква св. Пелагія

- Парафіяльна церква св. Пелагія та св. Максима — храм, побудований у момент створення Новиградської єпархії (V—VI ст.), до 1831 року був Кафедральним собором. За час свого існування відновлювався у 1408, 1580, 1746 та 1775 роках. У Середньовіччя інтер'єр храму був доповнений фресками, свідчення чому можна донині спостерігати у південній частині вівтаря. З 1935 року зовнішній вигляд будівлі не зазнавав змін.
- Дзвіниця — дзвіниця, розташована безпосередньо у парафіяльної церкви Св. Пелагія та Св. Максима була побудована у 1883 році. На вершині піраміди, яка вінчає будівлю, знаходиться вкрита бронзою дерев'яна статуя покровителя міста, Св. Пелагія створена у 1913 році.
- Міські мури, що нагадують своєю архітектурою стіни Московського Кремлю були побудовані у середині XIII століття і відновлювалися в різні періоди історії.
- Церква Св. Агати знаходиться на старому міському кладовищі і є прикладом романської релігійної архітектури. Будівля цікаво своєю архітектурою, оскільки три його нефа знаходяться під загальним двосхилим дахом. У будові помітні символи регіональної релігійної архітектури раннього Середньовіччя, інтер'єр храму доповнено двома статуями пізнього бароко і живописом із зображенням Св. Агата. Церква піддавалася відновлювальних робіт у 1993—1955 роках
- Церква Св. Антона — одна з небагатьох сільських середньовічних церков в околицях Новиграда, котра збереглась до сьогодні. Будівля храму примітна своїм нефом, побудованим в готичний період і відновленим у XVII столітті. У середині XIX століття святилище було розширено двома бічними вікнами.